# Liste der Kulturgüter in Beckenried
Die Liste der Kulturgüter in Beckenried enthält alle Objekte in der Gemeinde Beckenried im Kanton Nidwalden, die gemäss der Haager Konvention zum Schutz von Kulturgut bei bewaffneten Konflikten, dem Bundesgesetz vom 20. Juni 2014 über den Schutz der Kulturgüter bei bewaffneten Konflikten sowie der Verordnung vom 29. Oktober 2014 über den Schutz der Kulturgüter bei bewaffneten Konflikten unter Schutz stehen.
Objekte der Kategorie A sind im Gemeindegebiet nicht ausgewiesen, Objekte der Kategorie B sind vollständig in der Liste enthalten, Objekte der Kategorie C fehlen zurzeit (Stand: 1. Januar 2023).

## Kulturgüter
| Foto |                                                                                         | Objekt                                                       | Kat. | Typ | Standort                            | Beschreibung |
| ---- | --------------------------------------------------------------------------------------- | ------------------------------------------------------------ | ---- | --- | ----------------------------------- | ------------ |
| ja   | Datei hochladen · Wikidata zu Altes Schützenhaus (Q29786095)                            | Altes Schützenhaus KGS-Nr.: 04146                            | B    | G   | Allmendstrasse 31 678371 / 202275   |              |
| BW   | Datei hochladen · Wikidata zu Bauernhaus am Kirchweg bei der Klewenalp-Bahn (Q29786099) | Bauernhaus am Kirchweg bei der Klewenalp-Bahn KGS-Nr.: 04147 | B    | G   | Kirchweg 23, 25 678750 / 202219     |              |
| ja   | Datei hochladen · Wikidata zu Katholische Kirche St. Heinrich (Q29786109)               | Katholische Kirche St. Heinrich KGS-Nr.: 04151               | B    | G   | Kirchweg 1.3 678930 / 202179        |              |
| BW   | Datei hochladen · Wikidata zu Kapelle St. Anna (Q29786107)                              | Kapelle St. Anna KGS-Nr.: 04152                              | B    | G   | Rütenenstrasse 24.1 679605 / 201884 |              |
| ja   | Datei hochladen · Wikidata zu Ridlikapelle (Q29786110)                                  | Ridli, Weiler mit Wallfahrtskapelle KGS-Nr.: 04154           | B    | G   | Ridlistrasse 32.2 677414 / 202572   |              |
| BW   | Datei hochladen · Wikidata zu Wohnhaus Rüti mit Garten und Ökonomiegebäude (Q121951980) | Wohnhaus Rüti mit Garten und Ökonomiegebäude KGS-Nr.: 16835  | B    | G   | Rütistrasse 18, 18a 678276 / 202537 |              |
| BW   | Datei hochladen · Wikidata zu Alphütte Oberes Morschfeld (Q121956125)                   | Alphütte Oberes Morschfeld KGS-Nr.: 16836                    | B    | G   | Brisenhaus 1.8 677727 / 196866      |              |
| BW   | Datei hochladen · Wikidata zu Alpspeicher Unter Spis (Q121959073)                       | Alpspeicher Unter Spis KGS-Nr.: 16837                        | B    | G   | Eggberg 1.26 675855 / 200322        |              |